# Geleb Subregion
Geleb Subregion är ett distrikt i Eritrea.   Det ligger i regionen Ansebaregionen, i den centrala delen av landet, 50 km norr om huvudstaden Asmara.